# Урбанија
Урбанија (итал. Urbania) је насеље у Италији у округу Пезаро и Урбино, региону Марке.
Према процени из 2011. у насељу је живело 5499 становника. Насеље се налази на надморској висини од 280 м.

## Становништво
| 1931. | 1936. | 1951. | 1961. | 1971. | 1981. | 1991. | 2001. | 2011. |
| ----- | ----- | ----- | ----- | ----- | ----- | ----- | ----- | ----- |
| 6.818 | 6.739 | 7.008 | 6.212 | 5.869 | 6.326 | 6.365 | 6.643 | 7.077 |